# Mleczna droga (film 1936)
Mleczna Droga (ang. The Milky Way) – amerykański film z 1936 roku w reżyserii Leona McCareya.

## Obsada
- Harold Lloyd
- Adolphe Menjou